# آسیاب روستای جلیل
بقایای آسیاب روستای جلیل مربوط به سده‌های متاخر دوران‌های تاریخی پس از اسلام است و در شهرستان گچساران، دهستان لیشتر، روستای چلیل واقع شده و این اثر در تاریخ ۱۸ شهریور ۱۳۸۷ با شمارهٔ ثبت ۲۳۳۵۵ به‌عنوان یکی از آثار ملی ایران به ثبت رسیده است.